# Canadian Sociological Association
Die Canadian Sociological Association (CSA) (französisch: Société canadienne de sociologie) ist die wissenschaftliche Fachgesellschaft für Soziologie in Kanada. Die CSA ist Mitglied der International Sociological Association (ISA). Amtierender CSA-Präsident ist Liam Swiss (Acadia University) (2024/25), sein Vorgänger (2023/24) war Temitope Oriola (University of Alberta), sein gewählter Nachfolger (2025/26) ist Mark C.J. Stoddart (Memorial University of Newfoundland).
Die Vereinigung wurde 1965 als Canadian Sociology and Anthropology Association (CSAA) / Société canadienne de sociologie et anthropologie (SCSA) und 2007 in die Canadian Sociological Association (CSA) / Société canadienne de sociologie (SCS) umbenannt. Sie ist Mitglied der kanadischen Federation for the Humanities and Social Sciences. Die Mitgliedschaft ist nicht auf akademische Soziologen beschränkt, die Organisation ist für alle am Fach Interessierten offen. 
Die Mitglieder erhalten ein kostenloses Abonnement der Zeitschrift Canadian Review of Sociology Journal und können an der jährlichen Konferenz teilnehmen, Preise nominieren, Förderprogramme in Anspruch nehmen, Führungsaufgaben wahrnehmen und an der Jahreshauptversammlung teilnehmen. Die CSA-Konferenz des Jahres 2025 soll in Toronto stattfinden und den Titel tragen: „Committing Sociology for Sociel Impact / Engagement sociologique pour l'impact social.“